# Dodoma
Dodoma [doˈdoːma] ist die Hauptstadt der Vereinigten Republik Tansania und der Region Dodoma. Die Stadt wurde 1907 von deutschen Kolonisten gegründet und ist heute eine der größten Städte Tansanias. Die offiziellen Sprachen sind Swahili und Englisch. Obwohl Dodoma seit 1974 offiziell die Hauptstadt des Landes ist, befindet sich der Regierungssitz in Daressalam. Dodoma ist aber seit 1996 der Sitz der Nationalversammlung.

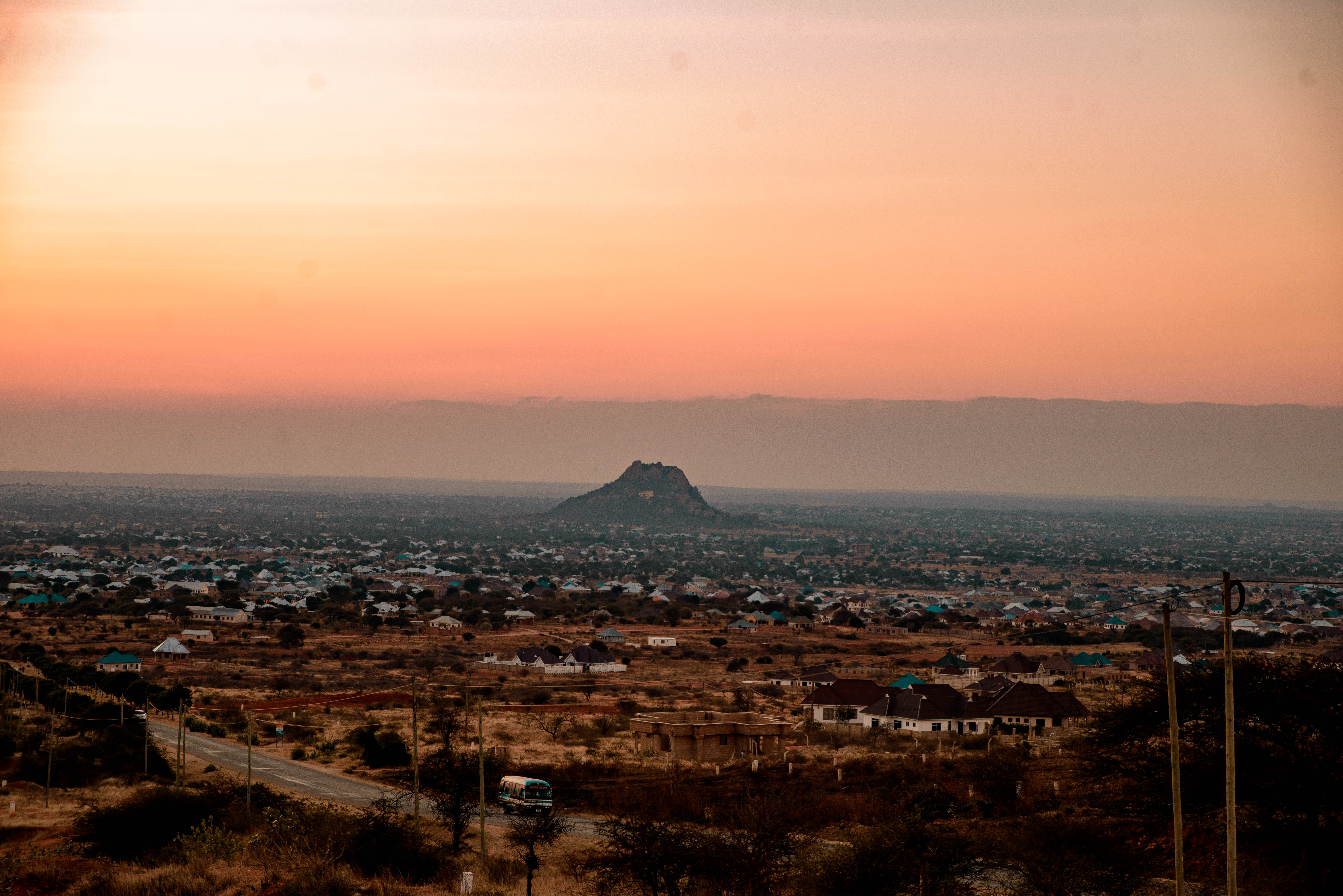
Stadtansicht von Dodoma

## Geografie
Dodoma hat 765.179 Einwohner (Stand: 2022) und der Bundesdistrikt hat eine Fläche von 2.576 km².

### Lage
Dodoma liegt im Landesinneren, circa 450 Kilometer vom Indischen Ozean entfernt, auf 1135 Meter Höhe. Die Region Dodoma ist dünn besiedelt und von Landwirtschaft geprägt.

### Klima
Dodoma hat ein lokales Steppenklima mit geringen Niederschlägen. Nach der effektiven Klimaklassifikation wird es als BSh bezeichnet.
|                       | Jan    | Feb    | Mär    | Apr   | Mai  | Jun  | Jul  | Aug  | Sep  | Okt  | Nov   | Dez    |   |        |
| Mittl. Tagesmax. (°C) | 29,4   | 29,4   | 29,0   | 28,7  | 28,0 | 27,1 | 26,5 | 27,3 | 29,0 | 30,5 | 30,1  | 30,4   | ⌀ | 28,8   |
| Mittl. Tagesmin. (°C) | 18,6   | 18,6   | 18,3   | 17,9  | 16,5 | 14,4 | 13,6 | 14,2 | 15,3 | 16,9 | 18,3  | 18,8   | ⌀ | 16,8   |
|                       |        |        |        |       |      |      |      |      |      |      |       |        |   |        |
| Niederschlag (mm)     | 133,70 | 144,50 | 113,90 | 57,80 | 5,30 | 0,10 | 0,03 | 0,01 | 0,01 | 2,08 | 26,25 | 123,28 | Σ | 606,96 |
|                       |        |        |        |       |      |      |      |      |      |      |       |        |   |        |
| Sonnenstunden (h/d)   | 7,8    | 7,7    | 7,8    | 8,0   | 9,0  | 9,8  | 11,0 | 9,6  | 10,0 | 10,0 | 10,1  | 8,7    | ⌀ | 9,1    |
|                       |        |        |        |       |      |      |      |      |      |      |       |        |   |        |
| Regentage (d)         | 10     | 9      | 7      | 5     | 1    | 0    | 0    | 0    | 0    | 0    | 2     | 7      | Σ | 41     |
|                       |        |        |        |       |      |      |      |      |      |      |       |        |   |        |
| Luftfeuchtigkeit (%)  | 66     | 68     | 70     | 68    | 63   | 60   | 59   | 58   | 55   | 53   | 55    | 63     | ⌀ | 61,5   |

| 18,6 |

| 18,6 |

| 18,3 |

| 17,9 |

| 16,5 |

| 14,4 |

| 13,6 |

| 14,2 |

| 15,3 |

| 16,9 |

| 18,3 |

| 18,8 |

| 18,6 |

| 18,6 |

| 18,3 |

| 17,9 |

| 16,5 |

| 14,4 |

| 13,6 |

| 14,2 |

| 15,3 |

| 16,9 |

| 18,3 |

| 18,8 |

## Geschichte
Die Siedlung war lange Zeit wichtiger Stützpunkt auf der Route des ostafrikanischen Sklavenhandels, dessen Spuren heute noch in der Bodenveränderung in der Region zu bemerken sind. Die heutige Stadt wurde 1907 unter deutscher Kolonialherrschaft (Deutsch-Ostafrika) gegründet. 1974 löste sie Daressalaam als offizielle Hauptstadt Tansanias ab. Seitdem sind einige Ministerien und 1996 auch die Nationalversammlung von Daressalaam nach Dodoma umgezogen, viele Regierungsbehörden haben dies jedoch bislang unterlassen. Dodomas Struktur und Architektur wurde wesentlich vom amerikanischen Architekten James Rossant bestimmt.

### Bevölkerung
Etwa 48 % der Einwohner Dodomas gaben bei der Volkszählung männlich und 52 % weiblich als ihr Geschlecht an. Die Stämme der Gogo, Rangi, Burungi und Sandawe sind hier beheimatet.

### Einwohnerentwicklung
Die folgende Übersicht zeigt die Einwohnerzahlen nach dem jeweiligen Gebietsstand seit der Volkszählung 1978.
| Jahr          | Einwohnerzahl |
| ------------- | ------------- |
| 1978 (Zensus) | 45.807        |
| 1988 (Zensus) | 83.205        |
| 2002 (Zensus) | 150.604       |
| 2012 (Zensus) | 213.636       |
| 2022 (Zensus) | 765.179       |

### Religionen
Dodoma ist Sitz eines anglikanischen, evangelisch-lutherischen und katholischen Bischofs. Die Zahl der Katholiken innerhalb des Erzbistums Dodoma wird auf etwa 20 % der Bevölkerung geschätzt.

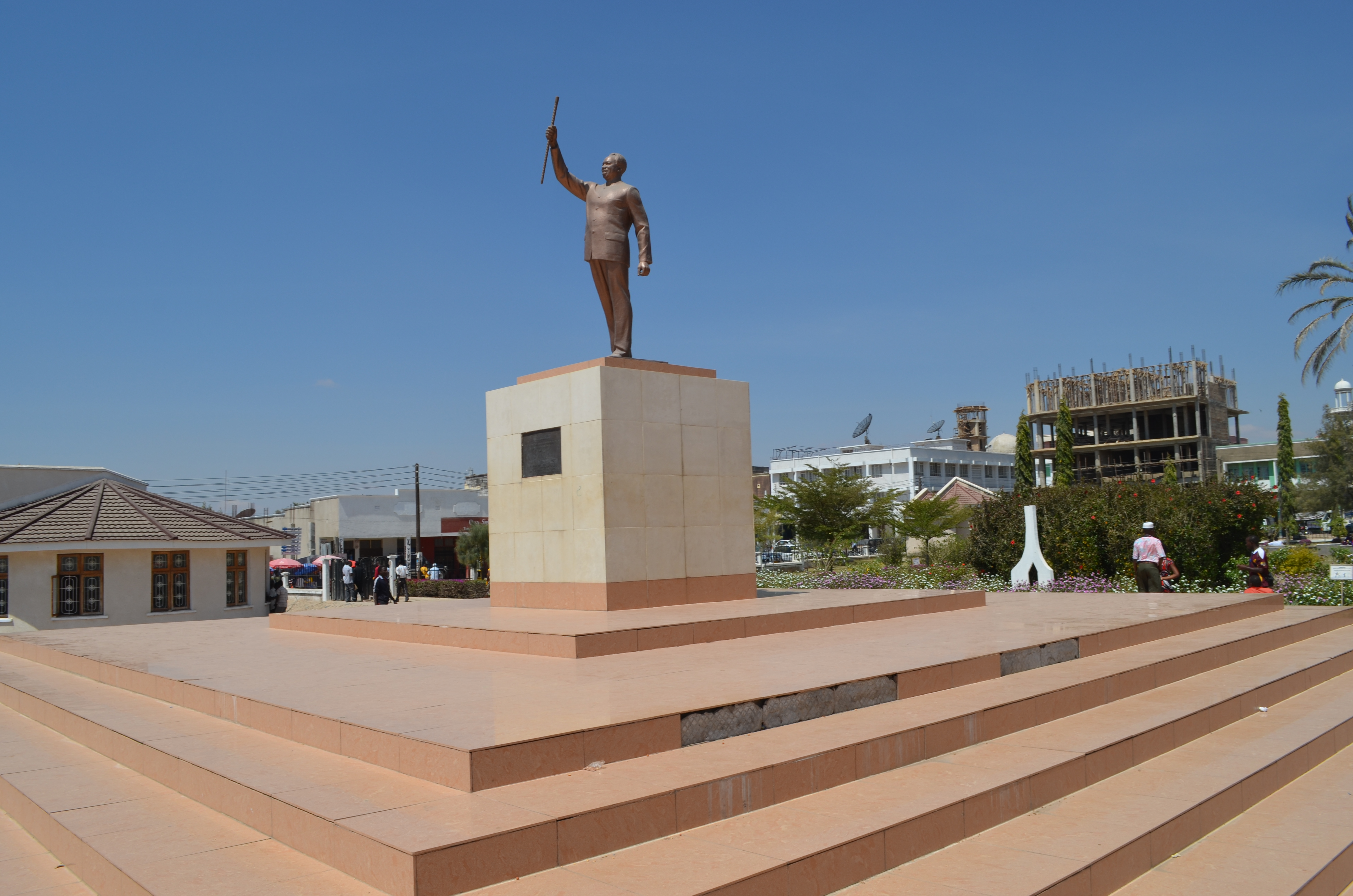
Nyerere-Platz

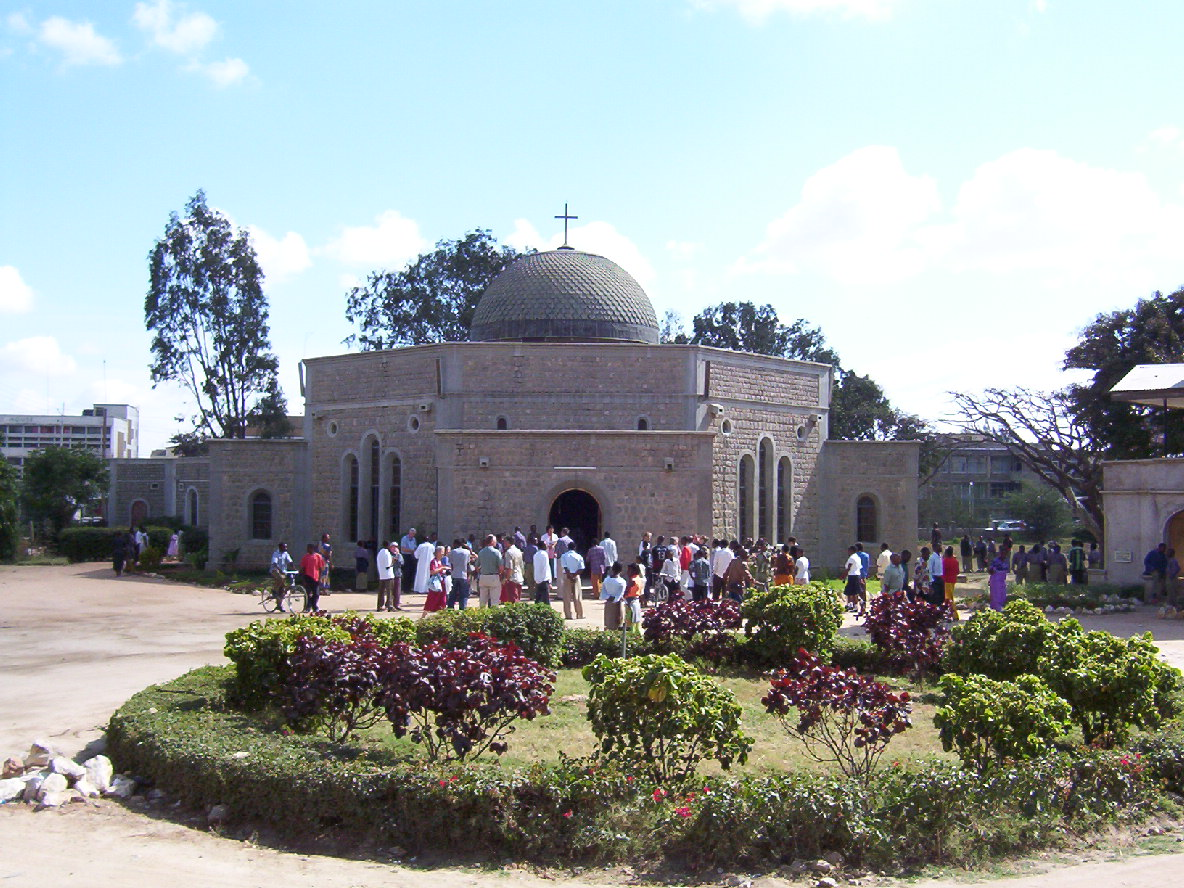
Anglikanische Kathedrale in Dodoma

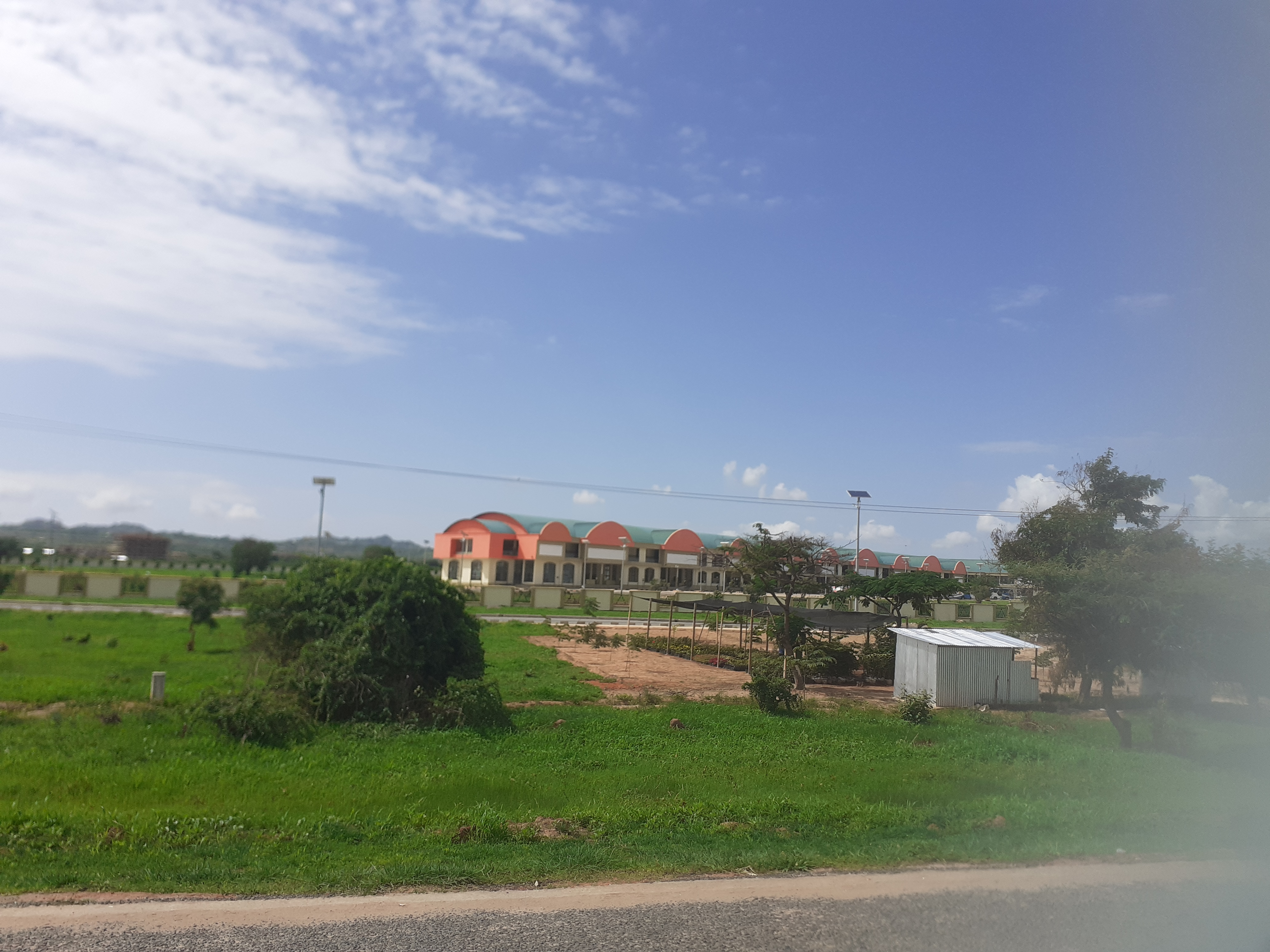
Nane Nane Busterminal

## Kultur und Sehenswürdigkeiten
Trotz seiner jungen Geschichte bietet Dodoma eine Reihe von Sehenswürdigkeiten:
- Bunge: Das Parlamentsgebäude wurde im afrikanischen Stil erbaut.
- Nyerere-Platz: Der Hauptplatz war ursprünglich ein lokaler Markt.
- Gaddafi-Moschee: Sie ist die größte Moschee in Ostafrika und bietet Platz für 4500 Gläubige.
- Kirchen: In der Hauptstadt stehen die anglikanische Kuppelkirche, die modernistische lutherische Kathedrale und die große katholische Kathedrale.

## Wirtschaft und Infrastruktur
Dodoma liegt inmitten des einzigen Weinanbaugebiets Ostafrikas. Die Wasserversorgung wird durch Pipelines aus dem 30 km nördlich gelegenen Makutupora-Quellengebiet gestaltet.
Die Kommunalbehörde Dodomas ist auch für den Unterhalt des nahen Hombolo-Stausees zuständig.
Die Wirtschaft Dodomas, sowie die der gesamten Region, ist geprägt von der Landwirtschaft, sodass Dodoma ein wichtiger Handelsplatz für Erdnüsse, Sonnenblumensamen, Mais, Reis, Weizen, Kaffeebohnen, Tee, Tabak und Hirse ist.

### Verkehr
- Eisenbahn: Der Bahnhof Dodoma SGR wurde um Juli 2024 neu in Betrieb gegangenen Bahnstrecke Daressalam–Mwanza (Normalspur). Weiters lag sie traditionell an der Zentralbahn oder Tanganjikabahn und ist auch mit dieser über 456 Kilometer Bahnstrecke mit Dar es Salaam verbunden.
- Dodoma Central Bus Terminal, auch Nane Nane Bus Terminal genannt, zentraler Fernbusbahnhof der Stadt
- Straße: Dodoma ist Kreuzungspunkt der Fernstraßen T3 und T5. Die Fernstraße T5 ist eine wichtige Nord-Süd-Straßenverkehrsachse Tansanias. Die Fernstraße T3 führt nach Osten zu Morogoro, von dort per T1 in Richtung Daressalaam. Buslinien verbinden die Stadt im landesweiten Überlandbussystem.
- Flughafen: Mitten in der Stadt liegt der Flughafen Dodoma, an dem sich bis 2014 die nationale Einsatzzentrale der Missionsflieger der MAF befand. Vom Flughafen Dodoma aus gibt es unter anderem Flüge nach Daressalam, Arusha und Tanga.[11] Da sich der Flughafen direkt in der Stadt befindet, wurde im September 2021 der Auftrag für den Bau des neuen Msalato Airport vergeben.[12] Er wird rund 14 Kilometer nördlich von Dodoma erbaut.[13]

### Bildung

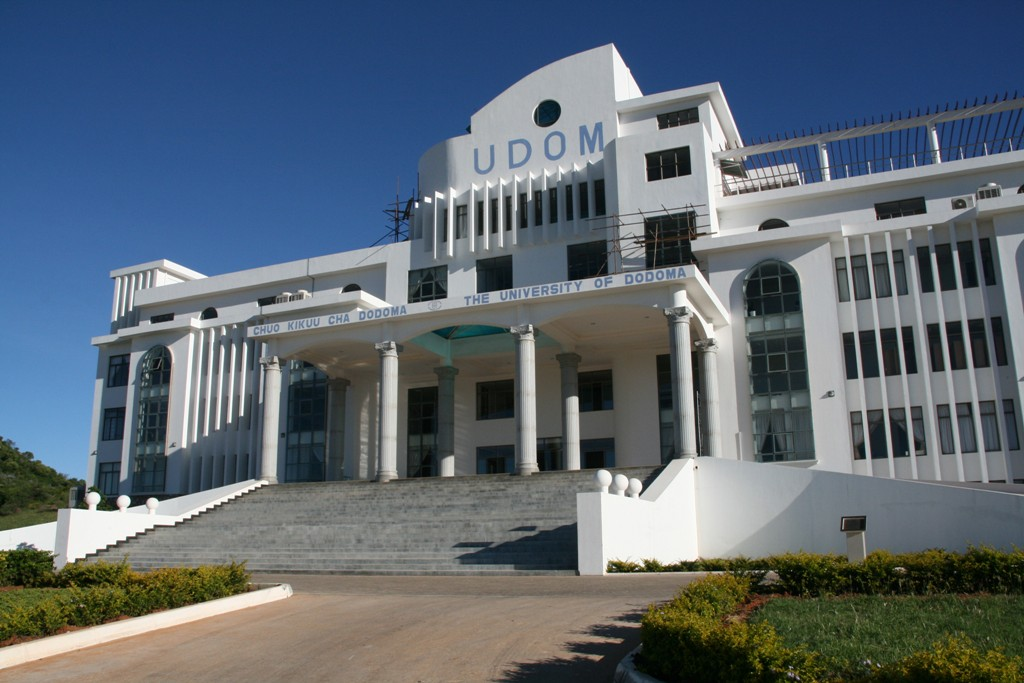
University of Dodoma

In Dodoma gibt es zwei Universitäten:
- St. John’s University of Tanzania[14] der Anglikanischen Kirche von Tansania
- University of Dodoma mit etwa 22.000 Studenten[15]

Außerdem gibt es staatliche Schulen, eine anglikanische und katholische Privatschule und eine Hotelfachschule. Seit 1994 gibt es eine aus den Niederlanden unterstützte Schule für taube Kinder (EOTAS). 100 blinde Schülerinnen und Schüler werden ca. 20 km östlich von Dodoma an der Buigiri School for the Blind unterrichtet.

### Medizinische Versorgung
2003 wurde das Dodoma Tanzania Health Development (DTHD) und Dodoma Christian Medical Center (DCMC) mit US-amerikanischer Hilfe gegründet. Die Klinik versorgt heute alle medizinischen Gebiete mit über 100 Betten. Das Mvumi-Krankenhaus versorgt die ländliche Bevölkerung der Umgebung seit 2009. Zu den kleineren Privatkliniken zählt das Aga Khan Primary Medical Centre.

## Sport
Der Verein Polisi Dodoma FC ist der erfolgreichste Fußballverein der Stadt und tritt in der ersten Liga des Landes, der Premier League, an.

## Städtepartnerschaft
Dodoma unterhält seit 2019 eine Städtepartnerschaft mit der Landeshauptstadt Linz (Österreich).

## Söhne und Töchter der Stadt
- Norman Chihota (* 1947), Sprinter
- Juma Ikangaa (* 1957), Marathonläufer
- Wilbroad Henry Kibozi (* 1973), römisch-katholischer Geistlicher, Weihbischof in Dodoma
- John Yuda Msuri (* 1979), Langstreckenläufer
- Lorenzo Simonelli (* 2002), italienischer Hürdenläufer